# Banisteriopsis caapi
A Banisteriopsis caapi a Malpighiales rendjébe, ezen belül a malpighicserjefélék (Malpighiaceae) családjába tartozó faj.

## Előfordulása
A Banisteriopsis caapi Dél-Amerika őserdeiben őshonos indás növény. A következő országokban található meg: Bolívia, Brazília, Ecuador, Kolumbia, Peru és Venezuela. Bolívia kivételével a többi ország termeszti is ezt a növényt.

## Érdekességek
E növényfaj indáiból a dél-amerikai indiánok pszichoaktív főzetet, úgynevezett ayahuascát készítenek. Az így készült ital farmakológiailag összetett, vallási- és sámánszertartások alkalmával használják, valamint a népi gyógyászatban. Az elkészített tea erősen csersavas, rozsdabarna színű, illatát tekintve a zöld teára emlékeztet. Ízét tekintve a savasítás miatt savanyú, sárhoz hasonló elegy, nem túl kellemes zamattal.
A jaguár, e déli kontinens csúcsragadozója, időnként megeszi a Banisteriopsis caapi gyökereit.

## Képek

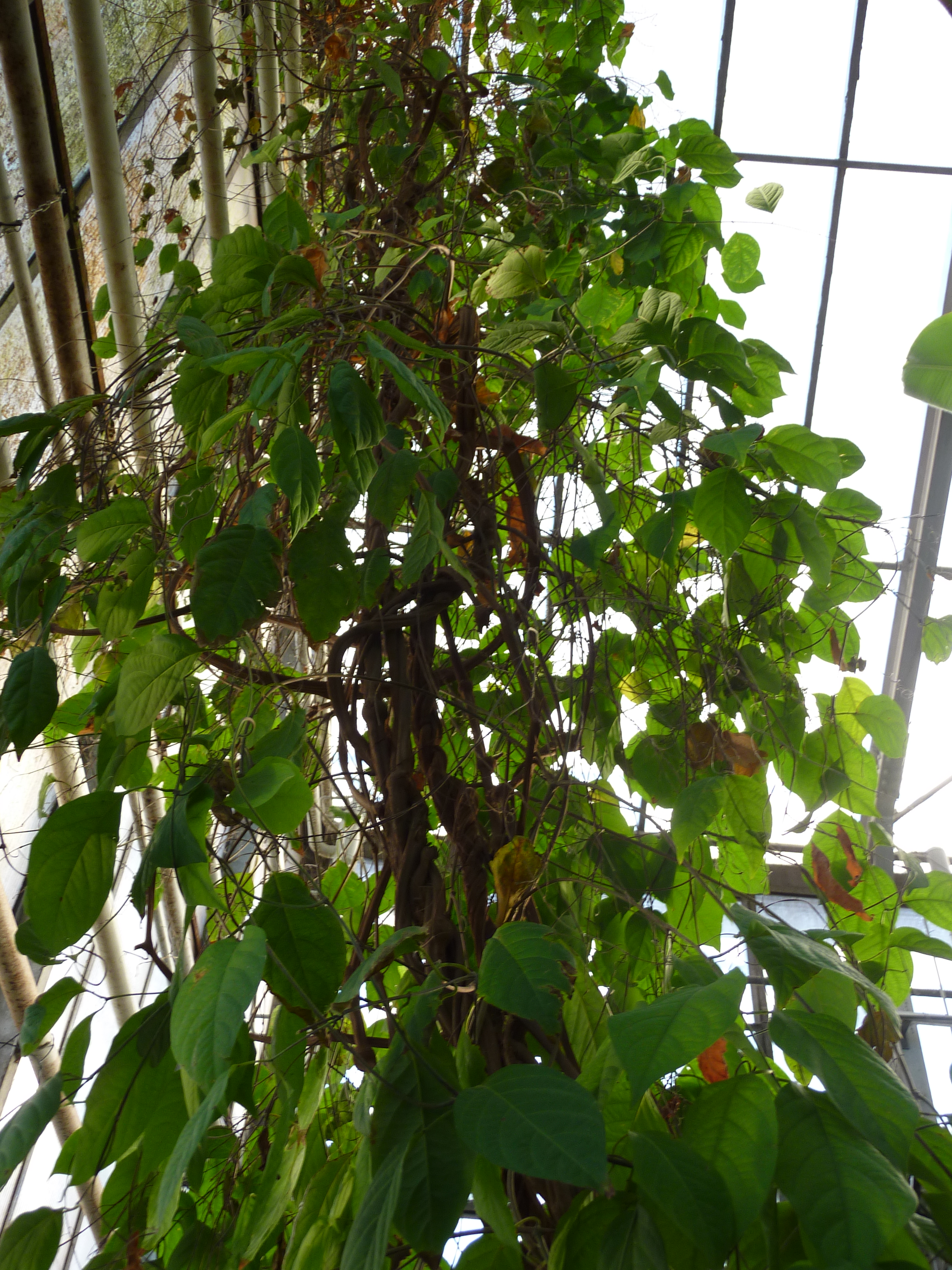
A növény
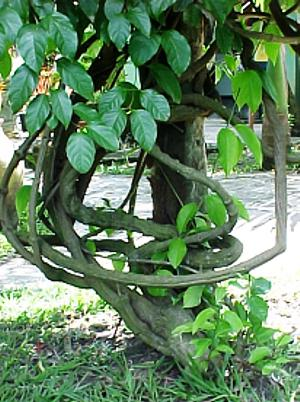
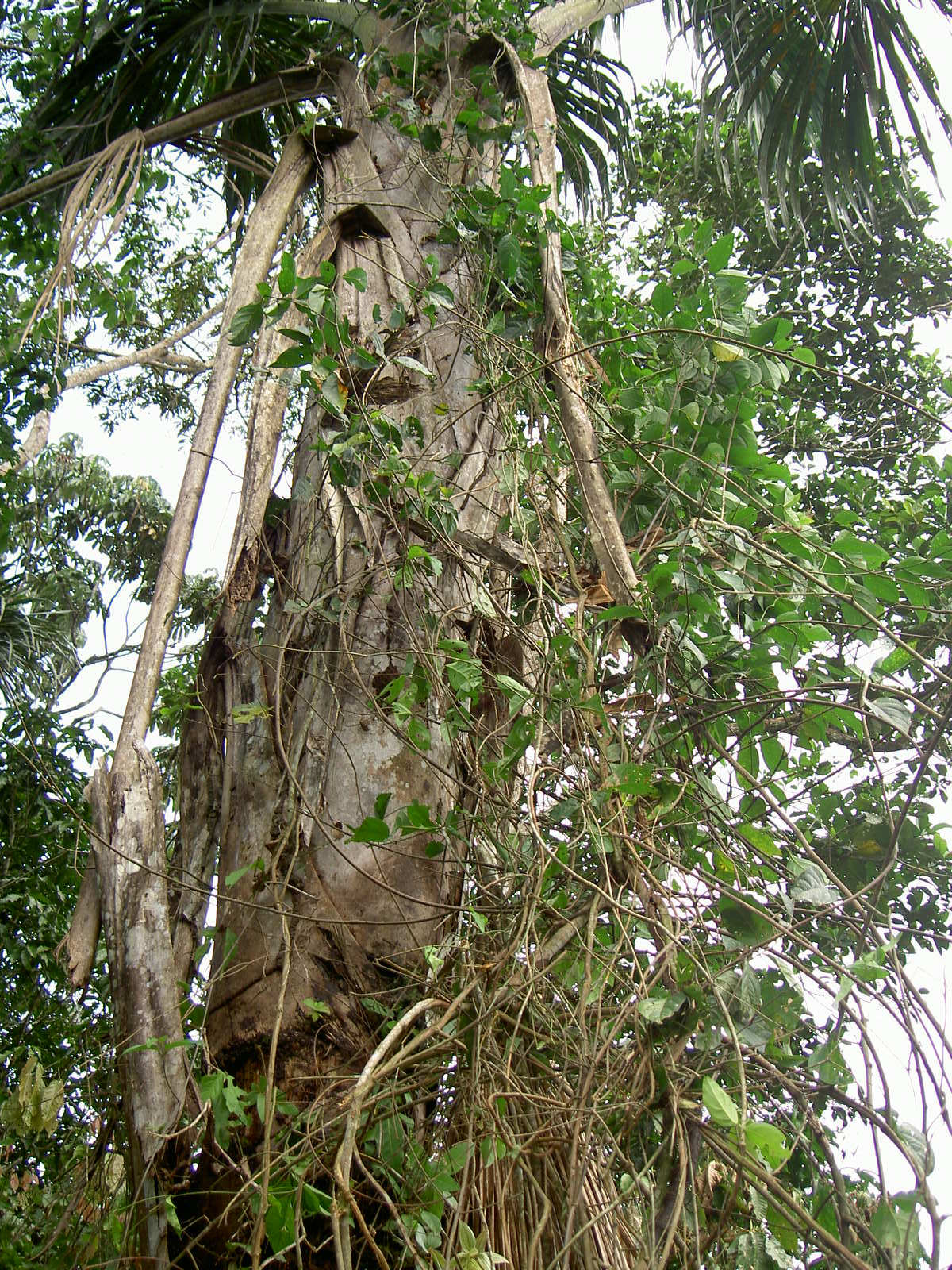
Indái
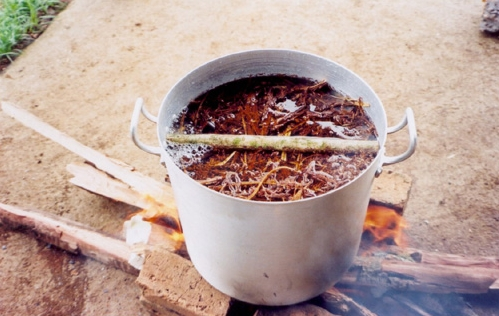
Főzetként